# Minahasa
Minahasa é um grupo étnico presente na Indonésia. A população concentra-se nas províncias de Gorontalo e Celebes do Norte. Após contato com colonizadores portugueses e holandeses, a população adotou o cristianismo. Hoje 95% dos minahasa são cristãos.
O idioma minahasa é o Malaio Manado (ou Malaio Minahasa), muito próximo do indonésio, idioma oficial do país.